# Ключ 62
| 戈                     | 戈          | 戈          |
| ---------------------- | ----------- | ----------- |
| 61                     | 62          | 63          |
| Піньінь:               | gē          | gē          |
| Чжуїнь:                | ㄍㄜ        | ㄍㄜ        |
| Вейд-Джайлз:           | ko1         | ko1         |
| Ютпхін:                | gwo1        | gwo1        |
| Он:                    |             |             |
| Кун:                   |             |             |
| Кандзі:                | 戈 kanohoko | 戈 kanohoko |
| Хун:                   | 창 chang    | 창 chang    |
| Им:                    | 과 gwa      | 과 gwa      |
| Індекс у Вікісловнику: | 戈          | 戈          |

Ключ 62 — ієрогліфічний ключ, що означає держакова зброя або спис і є одним із 34 (загалом існує 214) ключів Кансі, що складаються з чотирьох рисок.
У Словнику Кансі 116 символів із 40 030 використовують цей ключ.

## Символи, що використовують ключ 62

Як писати ієрогліф.

| без додаткових | 戈                   |
| 1 додаткова    | 戉 戊 戋             |
| 2 додаткові    | 戌 戍 戎 戏 成       |
| 3 додаткові    | 我 戒 戓             |
| 4 додаткові    | 戔 戕 或 戗          |
| 5 додаткових   | 战                   |
| 6 додаткових   | 戙                   |
| 7 додаткових   | 戚 戛 戜 戝          |
| 8 додаткових   | 戞 戟                |
| 9 додаткових   | 戠 戡 戢 戣 戤 戥 戦 |
| 10 додаткових  | 戧 戨 戩 截 戫 戬    |
| 11 додаткових  | 戭 戮 戯 戱          |
| 12 додаткових  | 戰                   |
| 13 додаткових  | 戲                   |
| 14 додаткових  | 戳 戴                |
| 18 додаткових  | 戵                   |